# 国道459号

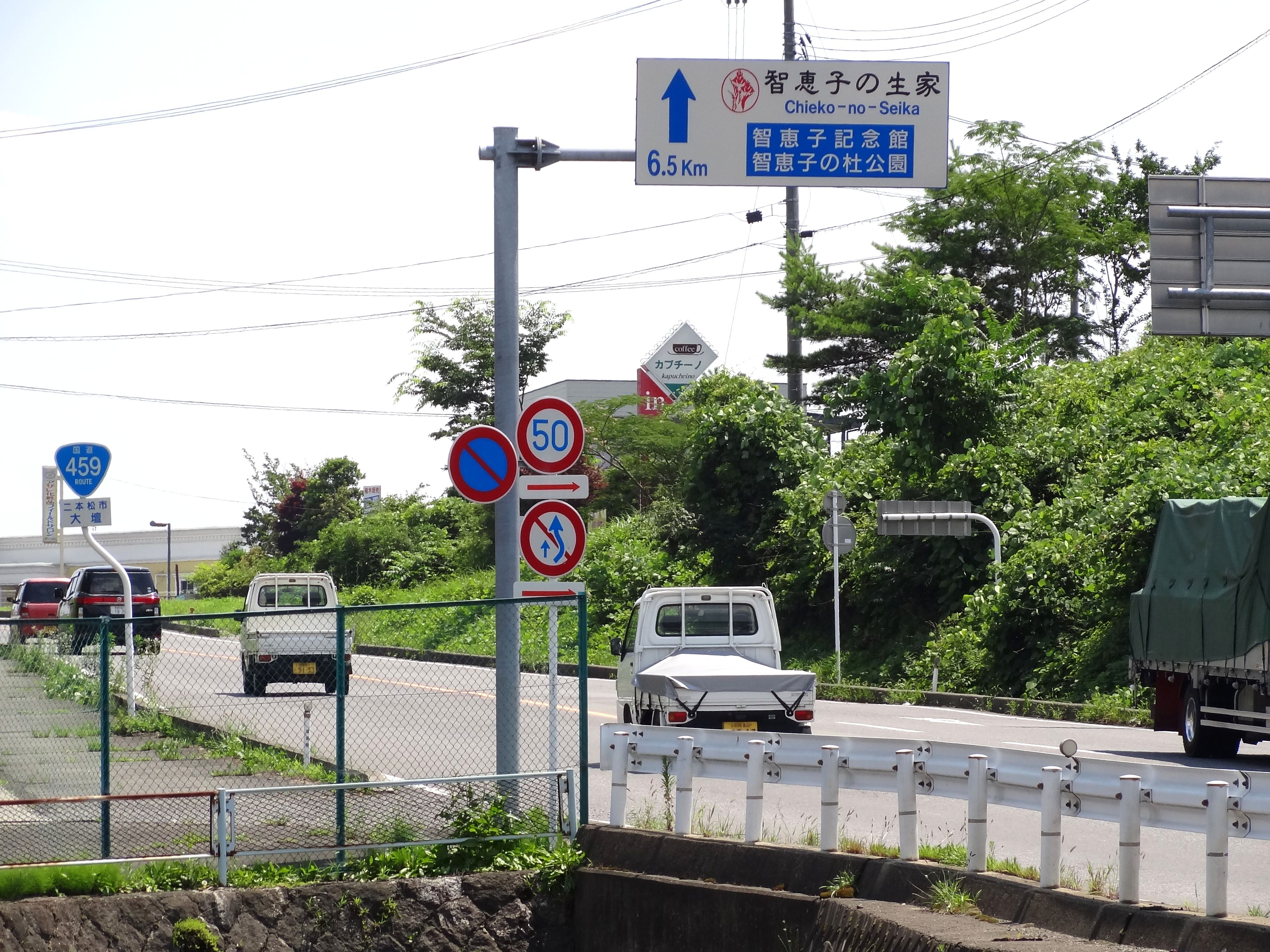
福島県二本松市成田日向付近

国道459号（こくどう459ごう）は、新潟県新潟市中央区から福島県双葉郡浪江町に至る一般国道である。

## 概要
1993年（平成5年）4月1日に施行された一般国道459号は、400番台国道では唯一日本海沿岸部と太平洋沿岸部を結ぶ。ただ、起終点ともに内陸部の山地まで重複区間が続く。
新潟市中央区 - 東蒲原郡阿賀町津川間は国道49号との重複区間。同町津川（原町・津川インター入口交差点）から分かれて北側に入り、鹿瀬地区を経由してJR磐越西線・阿賀野川とほぼ併走する形で福島県境を越える。新潟県から福島県会津地方にかけてのほとんどの区間については道幅が非常に狭隘で、カーブ、崖、急な上り坂、素掘りトンネルなども点在する。またJR磐越西線・徳沢駅の周辺は狭路であり、蛇行したカーブが多く民家があるため見通しが悪く、時間帯によっては路線バスが走ることもある。
このように、国道459号には未整備区間が数多く点在することから「シゴク（至極、あるいは“すごく”の転訛）きつい国道」と揶揄されることもある。
阿賀町の角神地区より先にあるトンネル、橋梁群は和月名で付けられている。

### 路線データ
一般国道の路線を指定する政令に基づく起終点および重要な経過地は次のとおり。
- 起点：新潟市（中央区明石2丁目78番1、栗ノ木橋交差点 = 国道7号・国道8号交点）
- 終点：福島県双葉郡浪江町（知命寺交差点 = 国道6号交点、国道114号終点）
- 重要な経過地：新潟県中蒲原郡亀田町[注釈 3]、同県北蒲原郡水原町[注釈 4]、同郡安田町[注釈 4]、同県東蒲原郡津川町[注釈 5]、喜多方市、福島県耶麻郡猪苗代町、福島市、二本松市、同県安達郡岩代町[注釈 6]
- 総延長 : 214.4 km（福島県 188.6 km、新潟県 25.8 km）重用延長を含む。[2][注釈 7]
- 重用延長 : 55.3 km（福島県 55.3 km、新潟県 - km）[2][注釈 7]
- 実延長 : 159.1 km（福島県 133.3 km、新潟県 25.8 km）[2][注釈 7]
  - 現道 : 155.2 km（福島県 130.7 km、新潟県 24.6 km）[2][注釈 7]
  - 旧道 : 2.7 km（福島県 1.5 km、新潟県 1.2 km）[2][注釈 7]
  - 新道 : 1.2 km（福島県 1.2 km、新潟県 - km）[2][注釈 7]
- 指定区間：国道7号、国道49号、国道4号と重複する区間[3]

## 歴史
- 1993年（平成5年）4月1日 - 一般国道459号指定。

## 路線状況

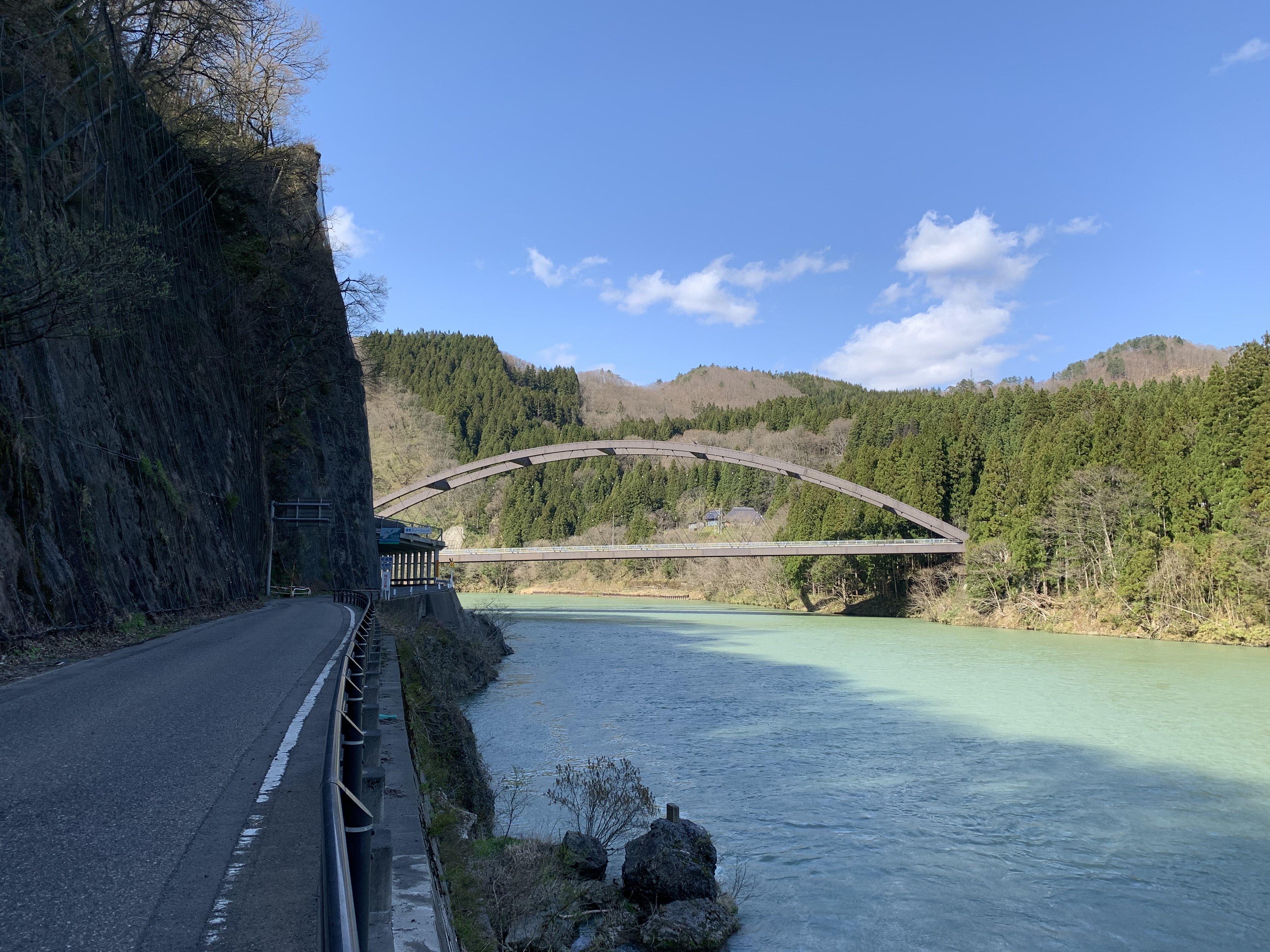
県境付近。奥のニールセン橋は新渡大橋。

### 原子力災害による通行規制

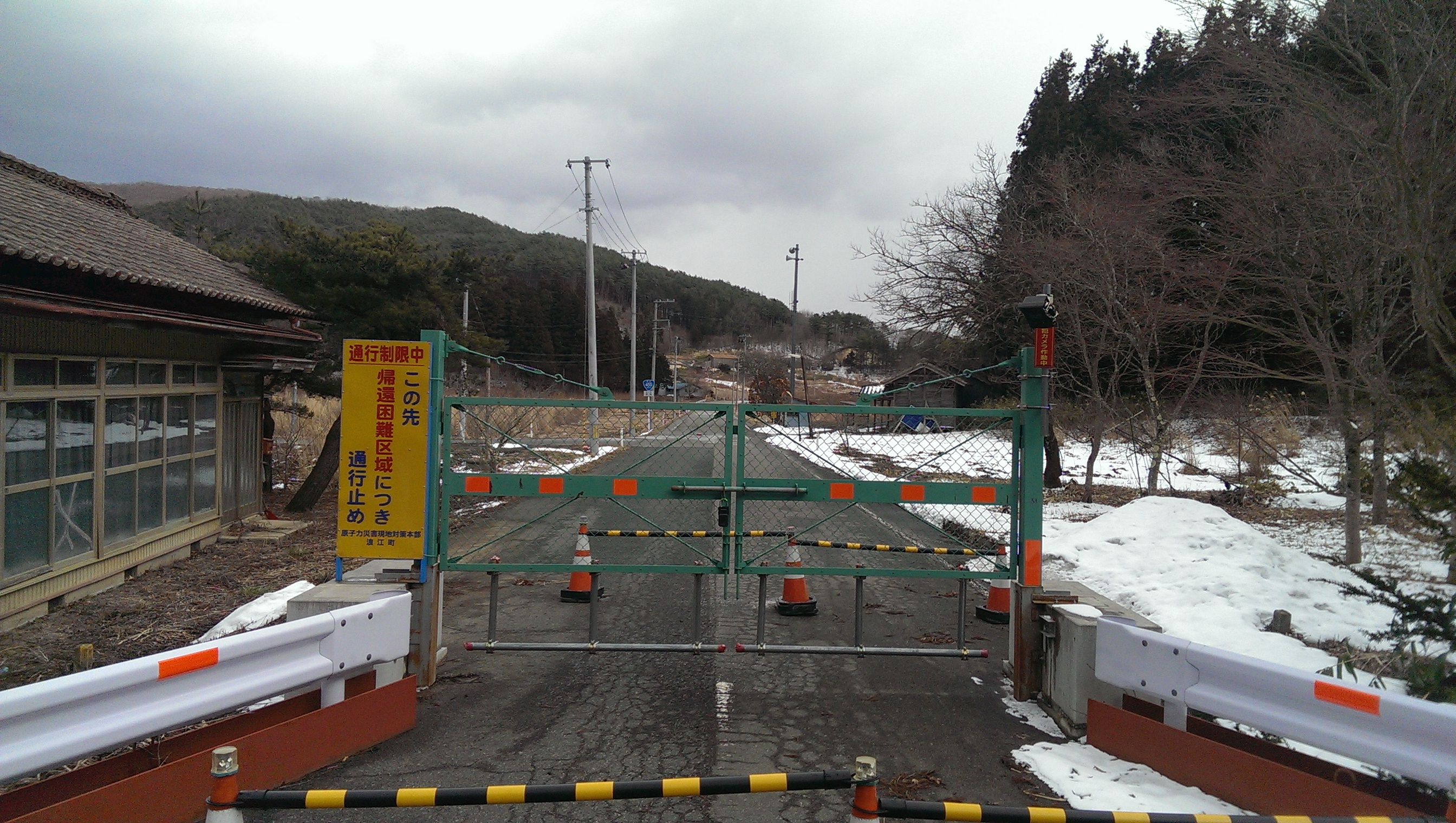
国道459号 浪江町羽附の通行止め地点

2011年（平成23年）3月11日に発生した、東北地方太平洋沖地震（東日本大震災）とそれに起因した福島第一原子力発電所事故により、当路線を通過する浪江町は計画的避難区域に指定された。この時点では、通行が規制されていなかった。
2013年（平成25年）4月1日に避難区域の再編が行われ、浪江町羽附（川俣町との境）から室原（国道114号との重複区間を含む）までの区間が帰還困難区域に指定され、通行止めとなる。
2017年（平成29年）9月20日午前6時をもって帰還困難区域内のうち国道114号との重複区間全区間の通行止めを解除。2018年（平成30年）8月2日正午にも一部区間の通行止めを解除。ただし、帰還困難区域内は自動車のみの通行に限られており、歩行者、自転車、二輪車の通行は禁止である。

### バイパス
新潟県
横雲バイパス（国道49号）
阿賀野市下黒瀬 - 新潟市江南区曙町
阿賀野バイパス（国道49号）
阿賀野市六野瀬 - 寺社 - 下黒瀬。
当初、六野瀬 - 寺社間は「安田バイパス」、寺社から下黒瀬間は「水原バイパス」として整備が行われていたが、市町村合併に伴い計画を統合された。
揚川改良（国道49号）
東蒲原郡阿賀町黒岩 - 津川。
福島県
宮古バイパス
喜多方市山都町蓬莱の区間は幅員狭小で、急カーブ、断崖が続く路線で、冬季には雪崩の危険性もあった。2003年度（平成15年度）からこの区間をトンネルで迂回する全長2.2 kmのバイパスが事業化された。終点側700mが先行開通し、2008年（平成20年）11月27日に全線開通した。
- 道路設備
  - 宮古トンネル（延長546 m、幅7.0 m）

藤沢工区
喜多方市山都町相川の山間部の狭い幅員や連続する急カーブ区間を解消するために整備されている。バイパス区間（延長380 m）が2020年（令和2年）5月20日に開通。
見頃バイパス
- 起点：喜多方市山都町一川
- 終点：喜多方市上三宮町吉川
- 全長：3.8 km

大型車すれ違い困難箇所と異常時通行規制区間の解消のために事業化された。2004年度（平成16年度）までに起点側1.4 km、終点側0.7 kmが供用され、残る区間の整備が行われている。
道路施設
- 吉見橋
- 小松原橋

土湯バイパス（国道115号）
国道115号との重複区間である。
二本松バイパス（国道4号）
二本松市羽石ランプ - 二本松市冠木ミニインター。国道4号との重複区間である。
西新殿工区
- 起点 - 二本松市西新殿字古屋敷
- 終点 - 二本松市西新殿字安ノ沢
- 延長 - 1.7 km
- 幅員 - 6.0（9.25） m

狭隘で急カーブが続き道路交通の安全性が損なわれていたことから、合併後の地域間の連携を強化するために市町村合併支援道路整備事業として2012年（平成14年）に事業化された。起点側の特に線形の悪い部分のバイパス化と残りの区間の拡幅による線形改良が行われる。
道路施設
- 第二太郎田橋（全長45.0 m）
- 第一太郎田橋（全長41.0 m）

### 重複区間
地元の要望に応え既存の道路をつなぎ合わせたルートなので重複区間が多く存在する。
- 国道7号・国道8号（新潟県新潟市中央区・栗ノ木橋交差点（起点） - 新潟市中央区・紫竹山インターチェンジ）
- 国道49号（新潟県新潟市中央区・栗ノ木橋交差点（起点） - 東蒲原郡阿賀町・津川インター入口交差点）
- 国道403号（新潟県新潟市中央区・栗ノ木橋交差点（起点） - 新潟市江南区・茅野山インターチェンジ）
- 国道460号（新潟県阿賀野市・安野町交差点 - 阿賀野市・北本町交差点）
- 国道290号（新潟県阿賀野市・原町交差点 - 阿賀野市・馬下橋東詰交差点）
- 国道115号（福島県耶麻郡猪苗代町若宮 - 福島市松川町水原）
- 国道4号（福島県二本松市・羽石ランプ交差点 - 二本松市・冠木交差点）
- 国道349号（福島県二本松市・大久保交差点 - 二本松市・古谷交差点）
- 国道399号（福島県浪江町・大高木交差点 - 浪江町・町前交差点）
- 国道114号（福島県浪江町・町前交差点 - 浪江町・知命寺交差点（終点））

### 道路施設

#### 橋梁
新潟県
- 城山橋（阿賀町・常浪川）
- 鹿瀬大橋（阿賀町・阿賀野川）
- 城山隧道（阿賀町） -  延長：257 m
- 睦月橋（阿賀町・角神荒砥沢）[11]
  - 形式：鋼単純下路曲弦ワーレントラス橋
  - 橋長：72.000 m
    - 支間長：71.050 m

  - 橋格：2等橋 (TL-14)
  - 有効幅員：5.500 m
  - 竣工：1966年度（昭和41年）9月
  - 施工：大島工業
  - 睦月は1月の異称。
- 如月トンネル（阿賀町） -  延長：110 m
  - 素掘り。如月は2月の異称
- 弥生トンネル（阿賀町） -  延長：17 m
  - 素掘り。弥生は3月の異称
- 卯月トンネル（阿賀町） -  延長：56 m
  - 素掘り。卯月は4月の異称
- 皐月橋（阿賀町・不動沢）
  - 皐月は5月の異称
- 水無月トンネル（阿賀町） -  延長：55 m
  - 素掘り。水無月は6月の異称
- 文月トンネル（阿賀町） -  延長：84 m
  - 素掘りであったが拡巾を受けた。文月は7月の異称
- 葉月トンネル（阿賀町） -  延長：35 m
  - 素掘り。葉月は8月の異称
- 長月橋（阿賀町・深沢）
  - 長月は9月の異称
- 神無月トンネル（阿賀町） -  延長：74 m
  - 素掘り。神無月は10月の異称
- 霜月トンネル（阿賀町） -  延長：177 m
  - 素掘り。霜月は11月の異称
- 師走トンネル（阿賀町） -  延長：97 m
  - 素掘り。師走は12月の異称
- 当麻トンネル（阿賀町） -  延長：1,330 m
  - NATM。これまで当麻地区の区間では落石・雪崩の危険や、1車線ですれ違いが困難だったため建設された。当麻バイパスの総事業費は約54億円で、トンネル部分が約43億円を占める[12]。
- 実川島橋（新潟県東蒲原郡阿賀町・実川）
- 菱潟大橋（新潟県東蒲原郡阿賀町・阿賀野川）
- 船渡大橋（新潟県東蒲原郡阿賀町・阿賀野川）
- 徳石大橋（新潟県東蒲原郡阿賀町・阿賀野川）

福島県
- 奥川橋（西会津町・阿賀川）
- 新奥川橋（西会津町・奥川）
- 宮古トンネル
  - NATM。喜多方市山都町蓬莱に位置する。蛇行する宮古川に沿い急カーブの続く区間の改良のため国道改築事業として2007年度（平成19年度）より建設された。2007年（平成19年）7月19日に起工され、2008年（平成20年）4月30日に貫通、同年11月27日に開通した。総工費は13億円[13]。
- 不動橋
  - 全長：22.0 m
  - 幅員：6.0（8.0） m
  - 形式：PC単純プレテン中空床版桁橋
  - 竣工：2007年度（平成19年度）
  - 施工：エムテック
  - 喜多方市山都町蓬莱に位置し、一級水系阿賀野川水系一ノ戸川支流宮古川を渡る。2車線で供用されており歩道はない。国道改築事業により架け替えられ、仮橋を作り現道交通を妨げない形で施工された。総工費は8500万円[14]。
- 堂山橋
  - 全長：29.9 m
  - 幅員：6.0（8.0） m
  - 形式：PC単純ポステン中空床版桁橋
  - 竣工：2006年度（平成18年度）
  - 施工：オリエンタル建設
  - 喜多方市山都町蓬莱に位置し、一級水系阿賀野川水系一ノ戸川支流宮古川を渡る。2車線で供用されており歩道はない。宮古バイパス建設に伴い国道改築事業として架橋された。総工費は9700万円[14]。
- 小布瀬川橋
  - 全長：17.0 m
  - 幅員：6.5 (12.0)  m
  - 形式：単純PCプレテン中空床版橋
  - 竣工：1996年（平成8年）
  - 喜多方市山都町一川で一級水系阿賀野川水系の支流である姥沢を渡る。幅員狭小、悪線形区間で安全な交通の確保と冬期間の除雪が不可能であったことから道路改築事業が行われ、それに伴い架橋された。総工費は7623万5千円[15]。
- 柏葉平橋
  - 全長：40.0 m
  - 幅員：6.5（9.0） m
  - 形式：鋼単純鈑桁橋
  - 竣工：1999年度（平成11年度）
  - 喜多方市山都町一川に位置し、一級水系阿賀野川水系早川を渡る。2車線で供用され、歩道は設置されていない。幅員が狭小で除雪が不可能なことによる冬期交通不能の解消と、線形改良による安全性向上のために従来の橋梁の北側に架けられた。総工費は1億6030万円[16]
- 吉見橋
  - 全長：29.8 m
  - 幅員：7.0（16.0） m
  - 形式：鋼単純合成箱桁橋
  - 竣工：2008年（平成20年）
  - 施工：矢田工業
  - 喜多方市上三宮町吉川に位置しする。2車線で供用され、歩道は設置されていない。幅員狭小区間の解消のためのバイパス工事に伴い国道改築事業として建設された。総工費は2億8千万円[14]。
- 沢入橋
  - 全長：28.5 m
  - 幅員：6.5（9.0） m
  - 形式：単純PCポステンT桁橋
  - 竣工：1993年度（平成5年度）
  - 喜多方市上三宮町に位置し、沢入沢を渡る。幅員狭小、急カーブ、冬期交通不能の解消のための改良事業の一環として建設された。総工費は1億2515万6000円[15]。
- 見頃橋（福島県喜多方市・濁川）
  - 全長：170.8 m
  - 幅員：9.8 m
  - 竣工：1979年（昭和54年）[17]
- ニコニコ橋
  - 全長：53.0 m
  - 幅員：7.0（12.0） m
  - 形式：単純非合成鋼箱桁橋
  - 竣工：1988年度（昭和63年度）
  - 二本松市岳温泉一丁目から四丁目にまたがり、一級水系阿武隈川水系原瀬川支流の深堀川を渡る。岳温泉の交通確保と冬季の渋滞解消を目的として当時の主要地方道本宮土湯温泉線のバイパス化に併せて建設された。岳温泉で地域独立国として企画されたニコニコ共和国が橋名の由来であり、文化のための1パーセントシステムに採択され、ニコニコ共和国の国旗やシンボルであるリスやコスモスが親柱にデザインされている。総工費は3億4500万円[18]。
- 高田橋（福島県二本松市・阿武隈川）
- 津島橋
  - 全長：24.7 m
  - 幅員：9.0（13.5） m
  - 形式：PC単純プレテン床版桁橋
  - 竣工：2000年度（平成12年度）
  - 浪江町津島字大高木に位置し、二級水系請戸川と並行する旧国道399号である町道を渡る。東詰は津島字大高木と南津島字大光木の大字境となっている。上下2車線と国道399号へ向かう右折車線の計3車線で供用されており、上り線側に幅員2.5 mの歩道が設置されている。津島バイパスの整備に併せ建設された。右岸側橋台にラーメン式を採用し、町道の交通が確保されている。総工費は1億5900万円[19]。

#### 道の駅
- 福島県
  - 裏磐梯（耶麻郡北塩原村）
  - つちゆ（福島市、国道115号重複区間内）
  - さくらの郷（二本松市、国道349号重複区間内）

### 道路情報ラジオ放送区間
| 都道府県名 | 区間         | 備考         |
| ---------- | ------------ | ------------ |
| 新潟県     | 阿賀野市保田 | 浪江方面のみ |

## 地理

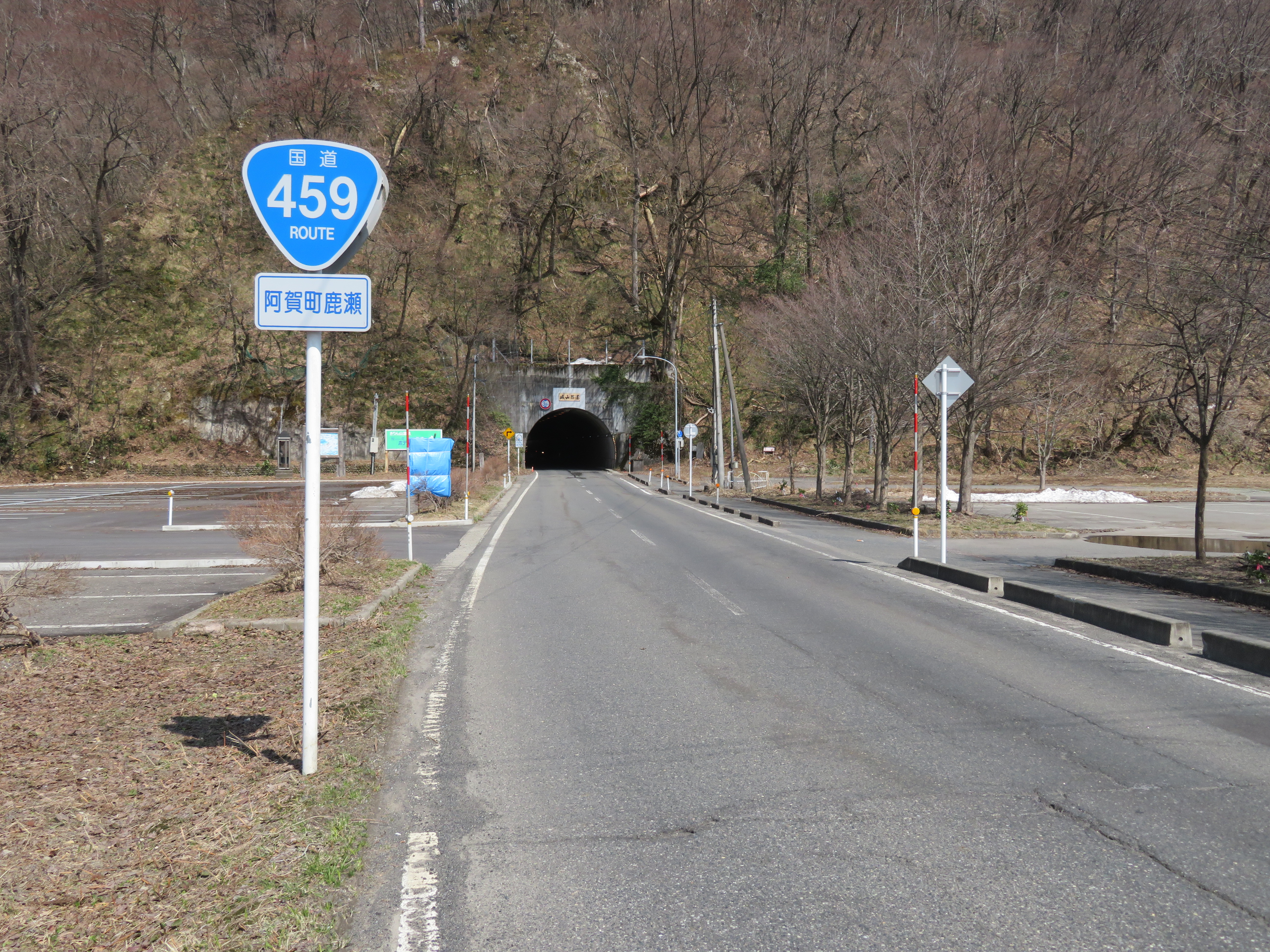
新潟県阿賀町鹿瀬付近

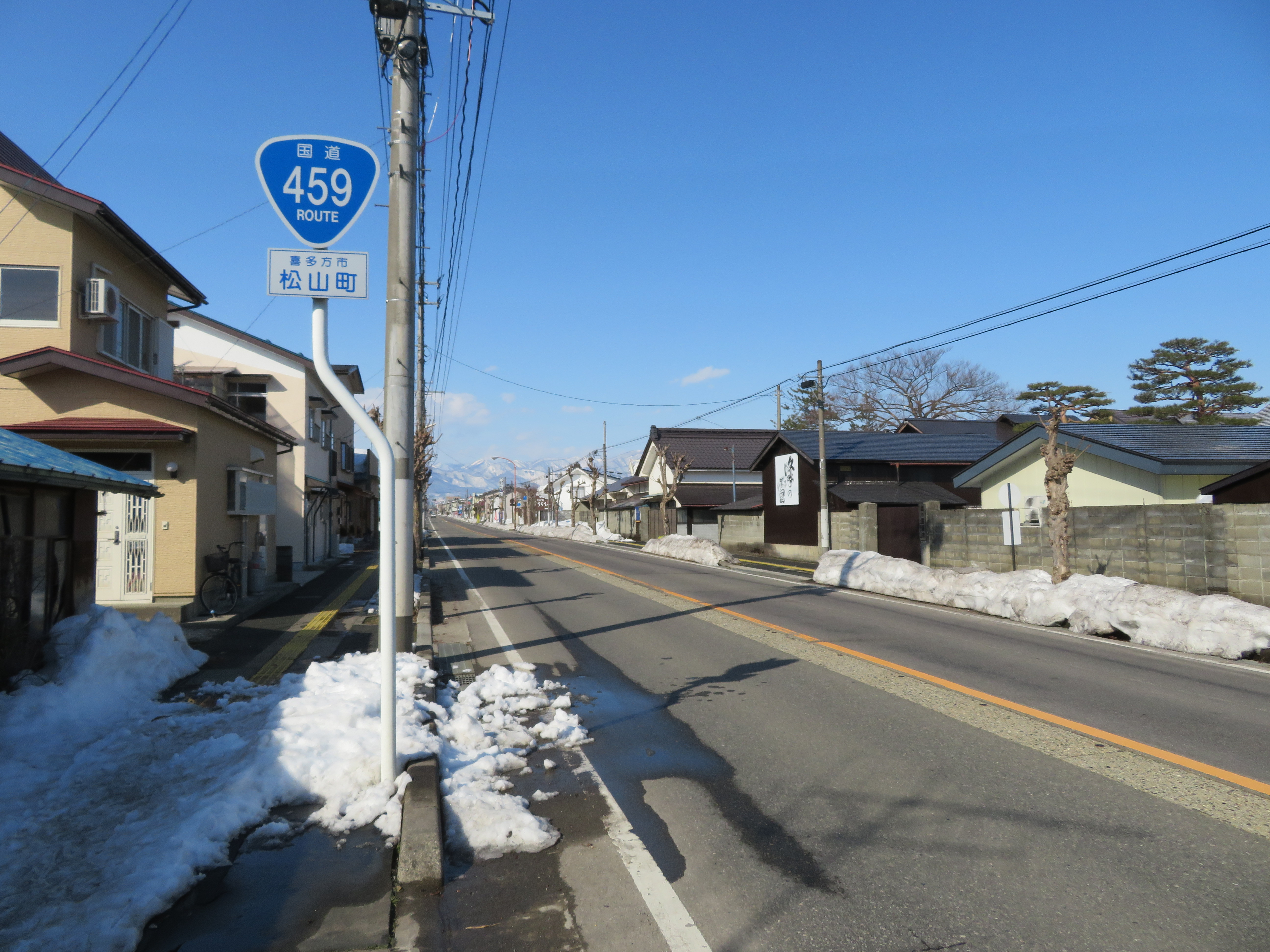
福島県喜多方市松山町付近

### 通過する自治体
- 新潟県
  - 新潟市（中央区 - 江南区） - 阿賀野市 - 東蒲原郡阿賀町
- 福島県
  - 耶麻郡西会津町 - 喜多方市 - 耶麻郡北塩原村 - 耶麻郡猪苗代町 - 福島市 - 二本松市 - 伊達郡川俣町 - 双葉郡浪江町 - 南相馬市 - 双葉郡浪江町

### 交差する道路
- 国道8号（新潟市）
- 国道403号（新潟市）
- 国道460号（阿賀野市）
- 国道290号（阿賀野市）
- 国道49号（阿賀町）
- 国道121号（喜多方市）
- 国道115号（猪苗代町、福島市）
- E4 東北自動車道（二本松IC）
- 国道4号（二本松市）
- 国道349号（二本松市）
- 国道399号（浪江町）
- 国道114号（浪江町）
- E6 常磐自動車道（浪江IC）
- 国道6号（浪江町）